# Solanum sect. Regmandra
Die Sektion Solanum sect. Regmandra ist ein Teil der  Pflanzengattung der Nachtschatten (Solanum). Die Sektion umfasst etwa 11 Arten, die in den Loma-Formationen der küstennahen Wüsten Perus und Chiles verbreitet sind.

## Beschreibung

### Vegetative Merkmale
Die Arten der Sektion Regmandra sind unbewehrte, einjährige oder mehrjährige krautige Pflanzen, die eine Wuchshöhe von bis zu 1 m erreichen. Ihre Behaarung besteht aus einfachen, einreihigen, ein- oder mehrzelligen, in den meisten Fällen nichtdrüsigen Trichomen. Die sympodialen Einheiten enthalten für gewöhnlich nur ein Laubblatt, in einigen Arten auch mehr, jedoch stehen die Laubblätter nie paarweise.
Die Blätter stehen wechselständig, sind oftmals fleischig und einfach, fiederig, zweifiedrig oder selten dreifiedrig geteilt. Die Blattspreite ist eiförmig bis elliptisch, variiert aber auch oftmals innerhalb einer Art. Bei Solanum brachyantherum sind die Laubblätter drüsig behaart.

### Blütenstände und Blüten
Die Blütenstände sind endständig stehende Zymen, sie erscheinen aber auch regelmäßig in den Achseln. Sie können verzweigt oder unverzweigt sein. Die Blütenstiele sind an oder nahe der Basis gelenkartig ausgeprägt und vergrößern sich an der Frucht.
Die Blüten sind fünfzählig, zwittrig und radiärsymmetrisch. Der an der Frucht beständige Kelch ist urnenförmig, die Kelchlappen sind eiförmig bis elliptisch und an der Frucht vergrößert. Die Krone ist weiß, blau, purpurn, lavendel oder lila gefärbt, fünfeckig oder radförmig, häutig und misst zwischen 5 und 32 mm im Durchmesser.
Die Staubblätter können gleichgestaltig oder ungleichgestaltig sein, wobei dann die nahe der Kronbasis ansetzenden Staubfäden in unterschiedlichen Längen auftreten. Die Staubbeutel sind langgestreckt, bei zwei Arten zur Spitze hin verjüngt und gelb gefärbt. Sie stehen nicht zusammengeneigt und öffnen sich über Poren an den Spitzen, die sich zu Längsschlitzen erweitern. Der Fruchtknoten ist oberständig und unbehaart. Der Griffel kann ebenfalls unbehaart oder behaart sein, er ist zylindrisch und nicht gebogen. Die Narbe ist gespalten oder kopfig.

### Früchte und Samen
Die Früchte sind kugelförmige Beeren, die unbehaart und weißlich, grün, rot oder schwarz gefärbt sind. In den meisten Arten sind in den Früchten Steinzellen zu finden. Bis auf Solanum pinnatum mit nur wenigen Samen enthalten die Früchte aller Arten eine Vielzahl an Samen. Diese sind abgeflacht, unbehaart, rund oder umgekehrt eiförmig und blass bis dunkelbraun gefärbt. Die Samenoberfläche ist gekörnt.

## Verbreitung und Standorte
Die Arten der Sektion Regmandra kommen in den Loma-Formationen der küstennahen Wüsten Perus und Chiles, zwischen 7° und 37° Südlicher Breite in Höhenlagen bis 1000 m vor. Nur Solanum paposanum ist auch weiter im Inland an den westlichen Hängen der Anden im Süden Perus und im Norden Chiles in Höhenlagen bis zu 3500 m zu finden.

## Systematik

### Äußere Systematik
Molekularbiologische Untersuchungen legen nahe, dass die Sektion Regmandra monophyletisch ist und sich innerhalb der Nachtschatten (Solanum) schon früh von den restlichen Gruppen getrennt hat. Die genaue Position innerhalb der Gattung ist jedoch bisher nicht geklärt.

### Innere Systematik
Innerhalb der Sektion werden etwa 11 Arten unterschieden:
| - Solanum brachyantherum Phil.: Nördliches Chile und Desvanturadas-Inseln. - Solanum coquimbense J.R.Benn.: Chile. - Solanum edmonstonii Hook.f.: Peru und Galapagos-Inseln. - Solanum herba-bona Reiche: Chile. - Solanum indivisum Witasek ex J.R.Benn: Chile. - Solanum montanum L.: Peru bis Chile. | - Solanum multifidum Lam.: Peru. - Solanum paposanum Phil.: Chile. - Solanum pinnatum Cav.: Zentrales Chile. - Solanum remyanum Phil.: Chile. - Solanum trinominum J.R.Benn.: Chile. |

## Belege